# Coren
Coren (Cooperativas Orensanas S.C.G.) es la principal cooperativa agroalimentaria de España, dedicada a la producción en avicultura (pollo, pavo y huevos), porcino, vacuno y cunicultura. A ella están vinculadas más de siete mil familias, entre cooperativistas y trabajadores. Su facturación en el último ejercicio (2018) fue de 1078 millones de euros.

## Estructura
El Grupo Coren se estructura como una cooperativa de segundo grado, es decir, una cooperativa en la que se integran las cooperativas de primer grado, que gestionan directamente la actividad productiva.

El grupo cuenta con una red integrada por 22 industrias, todas ellas en Galicia, que abarcan todo el proceso productivo. Las tres principales son: 
- Centro de Procesado Avícola de Santa Cruz de Arrabaldo (Orense)
- Centro de Procesado de Porcino Frigolouro (ubicado en Porriño, Pontevedra)
- Centro de Procesado de Vacuno de Novafrigsa (Lugo).

Dispone, asimismo, de secaderos de jamones con capacidad para 700.000 piezas al año o plantas de conservas, elaborados, producción de Pollo de Corral o producción de Pavo. También cuenta con cinco fábricas de alimentación animal, tres centros de incubación con capacidad para 100 millones de pollitos al año, o laboratorios, entre otras instalaciones. Tiene su propia cadena de productos cocinados, Coren Grill.

## Historia
La andadura del grupo cooperativo comienza en 1959, de la mano de Eulogio Gómez-Franqueira, maestro, político y empresario firmemente convencido de que el campo gallego podía ser rentable. Ese año es nombrado gerente de la Unión Territorial de Cooperativas Orensanas (UTECO).
En 1962 Uteco constituye la Cooperativa Provincial Ganadera, que le compraba a una empresa estadounidense, Swift, los pollos de un día y los piensos para alimentarlos. No obstante, en 1965 deciden independizarse de los estadounidenses e iniciar su andadura en solitario, para lo que ponen en marcha su propia estructura productiva: un matadero avícola, una fábrica de piensos y la primera planta de incubación de Galicia. Al mismo tiempo, comienzan a dar sus primeros pasos en el mercado del vacuno de leche.
En 1970 se construye la central lechera y la clasificadora de huevos en el parque industrial de San Cibrao das Viñas (Orense). Coren sigue creciendo y, en 1975, se inaugura la segunda fábrica de piensos del Polígono de San Cibrao das Viñas. En los siguientes años, la cooperativa extendería su presencia al mercado de ganado porcino y en 1979 incorporaría a su estructura la planta de Industrias Frigoríficas del Louro (Frigolouro) en Porriño, hoy sede de su Centro de Procesado de Porcino, así como de su Fábrica de Conservas. Fue también en esta etapa cuando nació Coren Grill, la cadena de comida preparada del grupo.
El crecimiento de la cooperativa fue tal que en 1980, cuando se convierte en Cooperativas Orensanas alcanzaba ya una facturación de 15.000 millones de las antiguas pesetas (90 millones de euros).
El fundador de Coren, Eulogio Gómez-Franqueira, se mantuvo al frente de la cooperativa hasta el año 1984, cuando tuvo que retirarse debido a una enfermedad. Entonces, asumió la dirección general del grupo su hijo, Manuel Gómez-Franqueira, que se había incorporado a Coren una década antes. Su gran reto fue preparar a la cooperativa para el nuevo marco que suponía la entrada en el mercado común europeo. En 1987 Coren asumió, para un periodo de cuatro años, la representación ante la CEE de todos los productores españoles de pollos y huevos. De modo paralelo a la entrada en la CEE, el Grupo Coren inició una reestructuración para elevar la dimensión y diversificación de las explotaciones, adquiriendo así la competitividad que demandaban los nuevos tiempos.
Bajo la gestión de Manuel Gómez-Franqueira, el Grupo Coren continúa su crecimiento. Al comenzar los años 90, Coren había duplicado su nivel de facturación con respecto a principios de la década anterior, alcanzando los 30.000 millones de pesetas (180 millones de euros). Para ello puso en marcha los grupos de producción como los de Ladeira, A Piuca, A Ponte, Seoane, Altapedra o Unimiño, con 300.000 pollos cada uno.
También en los 90, Coren acomete el plan de terneros para posicionarse en producción de vacuno de carne. En el año 1995, la cooperativa incorpora a su estructura la planta de Frigsa (Lugo), que pasa a llamarse Novafrigsa que es sede de su centro de procesado de vacuno y de sus secaderos de jamones. Además, incorpora otras dos plantas lucenses, la antigua Uteco Lugo y la cooperativa Coaga, que permiten al grupo ganar dimensión en el área de nutrición y producción de pienso. Asimismo, en año 1997, el entonces Príncipe Felipe –hoy Rey Felipe VI– inauguró el Centro Tecnológico de Incubación, situado en el Parque Tecnológico de Galicia.
Es también en los años 90 cuando se inicia el desarrollo de productos de valor añadido, con una crianza que prima el bienestar animal y la salida al aire libre, como las producciones Camperas (Pollo y Huevos de Corral, en los que Coren es líder en la actualidad).
Al llegar al año 2000, el grupo facturaba más de 100.000 millones de las antiguas pesetas (600 millones de euros). En los años siguientes, siguió ampliando su capacidad productiva con la nueva fábrica de pienso de Bonxe (inaugurada en 2003), que se convierte en la más moderna de Europa en su categoría. Asimismo, en 2006 se inaugura el Centro de Procesado Avícola de Santa Cruz de Arrabaldo, una industria moderna.
En la década de los 2000, el grupo refuerza su modelo de diversificación de productos (cuenta con más de 2.000 artículos diferentes), innovación continua y expansión por el mercado internacional, que permitieron a Coren situarse como la primera cooperativa agroalimentaria de España. En 2009 alcanzó por primera vez un volumen de facturación de 1000 millones de euros, cifra en la que se mantendrá a pesar de la situación de crisis económica que atraviesa España durante esos años.
En los años siguientes, la compañía continúa marcando nuevos hitos. En 2012, dentro de su línea de desarrollo de productos de valor añadido, lanzó la gama Selecta, carne de cerdo criado con castañas, una categoría única en el mercado. En 2013, inauguró la ampliación de los secaderos de jamones de Lugo, con capacidad para 700.000 piezas anuales. A finales de ese año, el grupo fue también noticia al enviar el producto estrella de su gama de Navidad, la Pularda del Convento, para la cena de Nochebuena del Papa Francisco. En 2015, la cooperativa presenta un plan estratégico con el que articula el crecimiento de la Gama Selecta de cerdos alimentados con castañas, aspirando a duplicar la producción en un plazo de tres años.
En los últimos años, Coren ha mantenido su línea de crecimiento con la creación de modernas instalaciones. En 2016, la cooperativa inaugura el Centro de Selección Genética de Porcino de Celanova con unas instalaciones en la vanguardia europea de desarrollo genético.  Anexa al centro, abrió también la Planta de Investigación y Tratamiento de Residuos Orgánicos, una moderna e innovadora planta que nació con el objetivo de ofrecer alternativas que permitan el buen manejo de los residuos orgánicos de las granjas. Y en 2017, año en el que Coren celebra su 55 aniversario, el grupo pone en marcha el Centro de Reproducción, Genética e I+D+i Avícola Friol 1, una planta 4.0 dotada con punteros sistemas de gestión avícola.
En 2019, la cooperativa emprende un proyecto pionero y se inicia en el cultivo de cereales ecológicos gallegos con el objetivo de alimentar a sus producciones ecológicas con cereales 100% gallegos. Lo hace con una primera plantación de 50 hectáreas en el monte comunal de Pombeiro (Ferreira de Pantón-Lugo).

## Expansión internacional
Coren comenzó su expansión internacional a principios de los 90, con la llegada a Portugal y la creación de Lourinho Conservas de Carne Ltda. Primero creó una plataforma de distribución en Oporto y en el 97 inaugura la segunda planta en Lisboa, con capacidad para transformación de productos y distribución en el sur de Portugal.
En el año 2000, Coren da el salto a Argentina, con otro centro de distribución, y a lo largo de la década va entrando en mercados tan diversos como Reino Unido, Angola, Japón, Corea o Brasil. En 2016, el grupo Coren exporta ya a más de medio centenar de países y el negocio exterior representa el 41% de su volumen de ventas.